# Hoàng Xuân Ánh
Hoàng Xuân Ánh (sinh năm 1964) là chính khách Việt Nam. Ông nguyên là Phó Bí thư Tỉnh ủy, Chủ tịch Ủy ban nhân dân tỉnh Cao Bằng khóa XVI, nhiệm kỳ 2016–2021.

## Lý lịch và học vấn
Hoàng Xuân Ánh sinh năm 1964, quê quán tại tổ 2, thị trấn Đông Khê, huyện Thạch An, tỉnh Cao Bằng;
Trình độ: Tốt nghiệp Đại học Kinh tế; Cử nhân lý luận chính trị.

## Sự nghiệp
Hoàng Xuân Ánh từng là Ủy viên Ban Thường vụ Tỉnh ủy, Chủ nhiệm Ủy ban Kiểm tra Tỉnh ủy Cao Bằng nhiệm kỳ 2010 - 2015.
Ngày 27/5/2015, Hội đồng nhân dân tỉnh Cao Bằng khóa XV, nhiệm kỳ 2011-2016 tổ chức kỳ họp thứ 11 (phiên bất thường) bầu ông Hoàng Xuân Ánh, Phó Bí thư Tỉnh ủy, Chủ nhiệm Ủy ban Kiểm tra Tỉnh ủy giữ chức vụ Chủ tịch Ủy ban nhân dân tỉnh Cao bằng khóa XV, nhiệm kỳ 2011-2016 với 48/50 phiếu tán thành.
Ngày 9/6/2015, Thủ tướng Nguyễn Tấn Dũng đã phê chuẩn việc bầu bổ sung chức vụ Chủ tịch Ủy ban nhân dân tỉnh Cao Bằng nhiệm kỳ 2011 - 2016 đối với ông Hoàng Xuân Ánh.
Chiều ngày 16/10/2015, Đại hội đại biểu Đảng bộ tỉnh khóa XVIII, nhiệm kỳ 2015 - 2020 đã bầu Hoàng Xuân Ánh tái đắc cử chức vụ Phó Bí thư Tỉnh ủy Cao Bằng.
Ngày 1/7/2016, Hội đồng nhân dân tỉnh Cao Bằng khóa XVI, nhiệm kỳ 2016-2021 tổ chức kỳ họp thứ nhất bầu ông Hoàng Xuân Ánh, Phó Bí thư Tỉnh ủy, Chủ tịch Ủy ban nhân dân tỉnh khóa XV tái đắc cử chức vụ Chủ tịch Ủy ban nhân dân tỉnh khóa XVI, nhiệm kỳ 2016-2021.
Ngày 29/7/2016, Thủ tướng Nguyễn Xuân Phúc đã ký Quyết định số 1518/QĐ-TTg phê chuẩn kết quả bầu chức vụ Chủ tịch Ủy ban nhân dân tỉnh Cao Bằng nhiệm kỳ 2016-2021, đối với Hoàng Xuân Ánh.
Ngày 29/5/2025, Tỉnh ủy Cao Bằng tổ chức Hội nghị công bố các quyết định về công tác cán bộ. Hội nghị công bố các quyết định của Ban chấp hành Trung ương về việc nghỉ hưu trước tuổi của cán bộ, bắt đầu từ ngày 1/6/2025 đối với các ông Triệu Đình Lê - Phó Bí thư Thường trực Tỉnh ủy, Chủ tịch HĐND tỉnh và ông Hoàng Xuân Ánh - Phó Bí thư Tỉnh ủy, Chủ tịch UBND tỉnh.